# Paolo Mancuso
Paolo Mancuso (Scigliano, 1782 – Migliuso, 13 febbraio 1811) è stato un brigante italiano.
Soprannominato Parafante, fu un brigante particolarmente efferato e violento; infestò la Calabria (in quello che allora era il Regno di Napoli) nel periodo che va dal 1799 fino alla sua uccisione nel 1811 per opera dell'"ajutante generale" Giuseppe Iannelli e dei suoi uomini.

## Biografia
Le informazioni sulla vita di Paolo Mancuso sono riportate nelle relazioni che furono redatte da chi si occupò di reprimere il brigantaggio in Calabria negli anni del regno dei napoleonidi Giuseppe Bonaparte e Gioacchino Murat (1806-1815). Da tali documenti risulta che nacque a Scigliano intorno all'anno 1782, in un rione della città chiamato Serra, da Francesco Mancuso e Francesca Coltellaro ed ebbe cinque fratelli che divennero quasi tutti criminali. Inoltre, secondo alcune fonti, all'età di cinque anni contrasse il vaiolo, che "lo rese così deforme che formava il terrore de' suoi stessi genitori". Il padre Francesco lo mandò a scuola, dove a malapena imparò a scrivere il suo nome.
Il punto di svolta nella sua carriera criminale lo si ebbe nell'anno 1799, allorché si arruolò nell'esercito della Santa Fede e coi sanfedisti fu a Crotone, Rossano e Corigliano. Fu anche ad Altamura (nel contesto della Rivoluzione altamurana) dove, secondo le fonti, pensò "solo a rubare, e saccheggiare" e, col bottino, ritornò nella sua città, dove abbandonò il mestiere di conciatore per dedicarsi alla "vita comoda".
Negli anni successivi e, in particolare a partire dal 1806, infestò la Calabria di quel periodo conducendo una vita brigantesca particolarmente violenta, alternata a brevi periodi in Sicilia. In particolare, come testimoniato dalle fonti di cui sopra, commise innumerevoli atti di violenza e torture, molto spesso gratuite; tra queste si annoverano decapitazioni da vivo e mutilazioni di parti del corpo, quali naso oppure arti. Non esitava, inoltre, anche per il benché minimo sospetto, a far sbranare dai suoi cani corsi il malcapitato. In almeno un caso fu lui stesso, nel giugno 1809, a mordere la faccia di un certo maestro Diego Leo del villaggio Trearie, come un cane corso, strappandogli via mezza faccia. Bollì, inoltre, "in una mandra di pecore dentro una grande caldaia" il tenente Filangieri di Garafa, gentiluomo di Cosenza, (probabilmente da vivo) e diede in pasto ai suoi cani le sue carni.
Sfuggito innumerevoli volte alle milizie francesi e locali che cercavano di catturarlo, il 13 febbraio 1811 fu circondato nel bosco di Migliuso dagli uomini dell'"ajutante generale" Giuseppe Iannelli e, dopo quattro ore di fuoco, fu ucciso insieme a dodici suoi compagni. Ebbe una moglie di nome Caterina Golino che, ai tempi del brigantaggio di Parafante, viveva separata dal marito e non prese parte ai misfatti del suo consorte. Parafante ebbe nel corso della sua carriera molte concubine (chiamate nelle fonti "drude"), molte delle quali furono prese a forza anche giovani e alcune di queste pagarono con la loro vita l'essere state al suo fianco, pur avendo cercato di evitare eventi negativi oppure di alleviare le sofferenze dei malcapitati torturati.
Fu, inoltre, compagno di Lorenzo Benincasa; tale amicizia risalirebbe probabilmente già ai tempi della loro militanza nell'esercito della Santa Fede (1799).